# Offin (Fluss)
Der Offin ist ein Fluss in Ghana und ein Nebenfluss des Pra in der Ashanti- und Central Region.

## Verlauf
Der Fluss entspringt in der Nähe des Ortes Agona nördlich von Kumasi. Er fließt zunächst nach Südwesten. Ab etwa der Hälfte seines Weges beginnt er einen weiten Bogen gegen den Uhrzeigersinn zu beschreiben. An seiner Mündung fließt er praktisch nach Osten.
Zusammen mit den anderen Nebenflüssen des Pra, dem Birim und dem Anum, ist der Offin Teil des zweitgrößten Entwässerungssystems in Ghana.

## Rohstoffe
Bei Dunkwa wird Gold geschürft, was sich negativ auf die Wasserqualität auswirkt.

## Verkehr
Über den Offin wurde im Jahr 1924 eine Eisenbahnbrücke in der Nähe der Ortschaft Dunkwa für die Eisenbahnstrecke von Sekondi nach Kumasi gebaut.